# Hrastenice
Hrastenice – wieś w Słowenii, w gminie Dobrova-Polhov Gradec. W 2018 roku liczyła 37 mieszkańców.